# Opozice (astronomie)
Opozice je označení vzájemné polohy (aspekt) dvou planet (příp. jiných těles), při které jsou od sebe na svých oběžných drahách úhlově vzdáleny 180 stupňů, jsou tedy na opačných stranách oblohy.
Pokud je planeta (asteroid nebo kometa) v opozici, znamená to, že je v opozici vůči Slunci při pohledu ze Země. Je to nejvhodnější doba k pozorování neboť:
- je viditelná téměř po celou noc, vychází po západu Slunce, kulminuje kolem půlnoci a zapadá při východu Slunce
- na své oběžné dráze se nachází v maximální blízkosti k Zemi. Jeví se proto větší a jasnější

Měsíc je v opozici při úplňku. Pokud je v úplné opozici, nastává zatmění Měsíce.